# Lieuwe van Aitzema
Lieuwe (Leo) van Aitzema (Dokkum, Frísia, 19 de novembro de 1600 — Haia, 23 de fevereiro de 1669) foi um historiador, diplomata, bon-vivant, namorador, e espião neerlandês.

## Biografia
Aitzema nasceu em Dokkum, na Frísia. Em 1617, publicou um volume de poemas em latim, sob o título Poemata Juvenilia, do qual uma cópia está preservada no Museu Britânico. Fez um estudo especial de política e ciência política e morou por trinta anos nas cidades da Liga Hanseática, e em Haia, onde morreu em 23 de fevereiro de 1669.
Seu trabalho mais importante foi Saken van Staet in Oorlogh in ende omtrent de Vereenigte Nederlanden (14 volumes, 4 tomos, 1655-1671), abrangendo o período de 1621 a 1668. Contém um grande número de documentos do Estado, e é uma fonte de valor inestimável sobre um dos períodos mais agitados da história neerlandesa.
Quatro continuações da história, pelo poeta e historiador Lambert van den Bos, foram publicadas sucessivamente, em Amsterdã, em 1685, 1688, 1698 e 1699. O Derde Vervolg Zinde het vierde Stuck van het vervolgh op de historie, &c., , traz a história até 1697.

## Família
O pai de Lieuwe van Aitzema foi prefeito de Dokkum e secretário do Almirantado. Seu tio, Foppe van Aitzema, irmão mais novo de Meinardus von Aitzema, foi um conhecido jurista e político.

## Publicações
- Verhael, van de Nederlantsche vreede-handeling (1650)
- Historie of verhael van saken van staet en oorlogh, in ende omtrent de Vereenigde Nederlanden (1655 - 1671)
- Herstelde Leeuw, of Discours, over 't gepasseerde inde Vereenichde Nederlanden, in 't jaer 1650 ende 1651.
- De strydende leeuw. Of Nederlandtsche oorlogen, staatszaken en vredehandelingen, voorgevallen in de jaren 1621, 1622, 1623, 1624, 1625: in zich vervattende, een volkomen inhout en mergh des eersten deels der Historien, van saken van staat en oorlogh.